# Fryderyki 2001
Fryderyki 2001 – 8. edycja polskich nagród muzycznych Fryderyków, przyznawanych przez Akademię Fonograficzną (powołaną przez Związek Producentów Audio-Video), honorująca dokonania przemysłu muzycznego w roku 2001. Ceremonia wręczenia nagród odbyła się 23 kwietnia 2002 w Sali Kongresowej w Warszawie. Galę poprowadziły dziennikarka Grażyna Torbicka i piosenkarka Kayah, a jej emisja odbyła się w TVP2.
Nagrody konkursowe zostały przyznane w 30 kategoriach (21 w sekcji muzyki rozrywkowej, 2 w sekcji muzyki jazzowej i 7 w sekcji muzyki poważnej). Najwięcej nominacji (po 6) otrzymali Katarzyna Nosowska i Muniek Staszczyk. Najwięcej nagród (4) zdobył Grzegorz Ciechowski. Po 2 nagrody wygrali Ewa Bem, Ignacy Jan Paderewski, Jadwiga Rappé, Marek Grechuta i T.Love. Poza nagrodami konkursowymi został przyznany Honorowy Fryderyk dla Marka Grechuty.

## Przebieg

### Występy
Występy na gali:

- Edyta Bartosiewicz
- Wadim Brodski
- Gordon Haskell
- Hey
- Kayah
- Beata Kozidrak
- Krzysztof Krawczyk
- Włodzimierz Nahorny
- O.N.A.
- T.Love

### Prezenterzy
Prezenterzy na gali:

- Łukasz Golec i Paweł Golec
- Reni Jusis
- Beata Kozidrak
- K.A.S.A.
- Kasia Kowalska
- Norbi
- O.N.A.
- Małgorzata Ostrowska
- Andrzej Piaseczny
- Marcin Pospieszalski
- Renata Przemyk
- Kuba Sienkiewicz
- Mietek Szcześniak
- Grzegorz Turnau
- Urszula

## Laureaci i nominowani

### Sekcja muzyki rozrywkowej
| Piosenka roku | Nowa twarz fonografii |
| --- | --- |
| - „Nie, nie, nie” – T.Love - „Cisza, ja i czas” – Hey - „Embarcação” – Kayah i Cesária Évora - „Malcziki” – Yugoton - „Niekochana” – O.N.A. - „T. Time” – Smolik                                    | - Blue Café - Kaja Paschalska - Oczi Cziorne - Patrycja Markowska - Waco |
| Wokalista roku | Wokalistka roku |
| - Ryszard Rynkowski - Artur Rojek - Czesław Niemen - Krzysztof Krawczyk - Muniek Staszczyk | - Ewa Bem - Agnieszka Chylińska - Fiolka - Katarzyna Nosowska - Reni Jusis |
| Grupa roku | Teledysk roku |
| - T.Love - Hey - Ich Troje - Lenny Valentino - O.N.A. | - „Niekochana” – O.N.A. (reżyseria: Joanna Rechnio) - „Embarcação” – Kayah i Cesária Évora (reżyseria: Filip Kovčin, Jarosław Szoda i Bolesław Pawica) - „Hello – czy ty czujesz to?” – Liroy (reżyseria: Bo Martin) - „Jazda” – T.Love (reżyseria: Krzysztof Pawłowski) - „Malcziki” – Yugoton (reżyseria: Filip Kovčin) - „Mój przyjacielu” – Krzysztof Krawczyk i Goran Bregović (reżyseria: Filip Kovčin) |
| Producent muzyczny roku | Realizator dźwięku roku |
| - Grzegorz Ciechowski - Andrzej Smolik - Leszek Biolik - Leszek Kamiński - Maciej Cieślak | - Leszek Kamiński - Adam Toczko - Andrzej Smolik - Michał Przytuła - Rafał Paczkowski |
| Kompozytor roku | Autor roku |
| - Grzegorz Ciechowski - Artur Rojek - Andrzej Smolik - Maciej Majchrzak - Wojciech Waglewski | - Grzegorz Ciechowski - Artur Rojek - Jacek Cygan - Katarzyna Nosowska - Muniek Staszczyk |
| Album roku – pop | Album roku – rock |
| - Mówię tak, myślę nie – Ewa Bem - Ad. 4 – Ich Troje - De Luxe – De Mono - Eta – Varius Manx - Tobie – Natalia Kukulska                                                                             | - [sic!] – Hey - Model 01 – T.Love - Mrok – O.N.A. - Płyta z muzyką – Voo Voo - Yugoton – Yugoton |
| Album roku – hip-hop | Album roku – techno / elektronika / dance |
| - Kinematografia – Paktofonika - Bestseller – Liroy - Kolejny krok – Electric Rudeboyz - Na wylot – Fisz - Taka płyta... – Molesta Ewenement                                                        | - Fiolka – Fiolka - Elektrenika – Reni Jusis - Smolik – Smolik |
| Album roku – heavy metal | Album roku – muzyka alternatywna |
| - Road to the Horizon – Guess Why - Awatar – Turbo - Fetish – Artrosis | - Uwaga! Jedzie tramwaj – Lenny Valentino - Dni wiatru – Ścianka - Sejtenik miuzik & romantik loff – Pogodno - Spodchmurykapelusza – Czesław Niemen - Złe misie – Świetliki |
| Album roku – etno / folk | Album roku – poezja śpiewana / piosenka autorska |
| - Patataj – Brathanki - Daj mi drugie życie – Krzysztof Krawczyk i Goran Bregović - Dwa światy – Siwy Dym - Polskie pieśni wielkopostne – Stanisław Sojka - Perro volando – Rei Ceballo & Calle Sol | - Lubię, kiedy kobieta – Michał Żebrowski - Cienie – Jerzy Filar - Honorowi dawcy krwi – Jak Wolność To Wolność - Razem – Pod Budą - Zanim będziesz u brzegu – Hanna Banaszak i Mirosław Czyżykiewicz |
| Album roku – oryginalna ścieżka dźwiękowa (muzyka ilustracyjna) | Album roku – reedycje |
| - Wiedźmin – Grzegorz Ciechowski - Blokersi – różni wykonawcy - Quo Vadis – Jan A.P. Kaczmarek | - Świecie nasz – Marek Grechuta - Greatest Hits – Dr. Hackenbush - Królowie życia – Kombi - Nowe Nowe Sytuacje – Republika - Oni zaraz przyjdą tu – Breakout |
| Najlepszy album zagraniczny | |
| - Ten New Songs – Leonard Cohen - Exciter – Depeche Mode - Lateralus – Tool - Swing When You’re Winning – Robbie Williams - Reveal – R.E.M.                                                         | |

### Sekcja muzyki jazzowej
| Jazzowy album roku | Jazzowy muzyk roku |
| --- | --- |
| - Lyrics – Henryk Miśkiewicz i Simple Acoustic Trio - Bootla – Woobie Doobie - Grechuta – Wojciech Majewski Quintet - Live in Kiev – World Strings Trio (Maciej Strzelczyk, Krzysztof Woliński i Piotr Rodowicz) - The Sheep Is Found – Maciej Sikała - Piosenki dla Amstronga – Izabela Zając | - Andrzej Jagodziński - Henryk Miśkiewicz - Izabela Zając - Maciej Sikała - Marcin Wasilewski - Wojciech Majewski - Zbigniew Namysłowski |

### Sekcja muzyki poważnej
| Najwybitniejsze nagranie muzyki polskiej |
| --- |
| - Nagrania Ignacego Jana Paderewskiego na rolkach Welte-Mignon - solista: Ignacy Jan Paderewski - Andrzej Panufnik – Symfonie, Koncert wiolonczelowy - orkiestra: Orkiestra Symfoniczna Filharmonii Narodowej - solista: Andrzej Bauer – wiolonczela - dyrygent: Kazimierz Kord - Dzieła orkiestrowe Paderewskiego - orkiestra: Sinfonia Varsovia - solista: Ian Hobson – fortepian - dyrygent: Jerzy Maksymiuk - Henryk Mikołaj Górecki – Symphony No. 2 „Copernican”, Beatus Vir - orkiestra/zespół: Chór Polskiego Radia, Chór Filharmonii Śląskiej, Narodowa Orkiestra Symfoniczna Polskiego Radia w Katowicach - soliści: Zofia Kilanowicz – sopran, Andrzej Dobber – baryton - dyrygent: Antoni Wit - Mieczysław Karłowicz – Poematy symfoniczne, Koncert skrzypcowy A-dur - solista: Konstanty Andrzej Kulka – skrzypce - orkiestra: Orkiestra Symfoniczna Filharmonii Narodowej - dyrygent: Kazimierz Kord - Paweł Łukaszewski, Marek Jasiński - soliści: Ewa Mikulska – alt, Piotr Kusiewicz – tenor, Bogdan Makal – baryton, Jan Szypowski – organy, Stanisław Moryto – organy - orkiestra/zespół: Chór Akademii Teologii Katolickiej, Chór „Cantica Cantamus”, Pueri Cantores Tarnovienses, Orkiestra Symfoniczna Filharmonii Częstochowskiej - dyrygent: Bogusław Madey |
| Album roku muzyka dawna |
| - Wacław z Szamotuł, Marcin Leopolita - zespół: Collegium Vocale (Hanna Michalak – sopran, Janusz Cabała – kontratenor, Michał Zieliński – baryton, Roman Fijałkowski – baryton, gościnnie: Elżbieta Szczurko – sopran, Błażej Grek – tenor) - Emma Kirkby & Camerata Silesia - solista: Emma Kirkby - orkiestra/zespół: Camerata Silesia, Zespół Instrumentów Barokowych - dyrygent: Anna Szostak - Jacopo Peri – L’Euridice - soliści: Anna Radziejewska, Olga Pasiecznik, Jacek Laszczkowski, Piotr Łykowski, Krzysztof Kur, Zdzisław Kordyjalik, Marta Boberska, Dorota Lachowicz, Marzanna Rudnicka, Justyna Stępień, Urszula Jankowska, Krzysztof Szmyt, Jarosław Bręk, Urszula Palonka, Grzegorz Zychowicz, Sławomir Jurczak - zespół: Musicae Antiquae Collegium Varsoviense - dyrygent: Władysław Kłosiewicz - kierownik artystyczny: Stefan Sutkowski |
| Album roku muzyka kameralna |
| - Chopin, Debussy – Piano Trios - zespół: European Fine Arts Trio (Tomasz Tomaszewski – skrzypce, Pi-Chin Chien – wiolonczela, François Killian – fortepian) - Ignacy Feliks Dobrzyński – Sextet, Józef Elsner – Septet - soliści: Konstanty Andrzej Kulka – skrzypce, Magdalena Adamek – fortepian - zespół: Camerata Vistula - Ignacy Feliks Dobrzyński – String Quintets in F major and A minor - solista: Tomasz Strahl – wiolonczela - zespół: Kwartet Smyczkowy Wilanów - Klasyka i współczesność - zespół: Kwartet Śląski - Olivier Messiaen – Kwartet na koniec czasu - zespół: Marek Moś – skrzypce, Håkan Rosengren – klarnet, Andrzej Bauer – wiolonczela, Janusz Olejniczak – fortepian |
| Album roku muzyka solowa |
| - Nagrania Ignacego Jana Paderewskiego na rolkach Welte-Mignon - solista: Ignacy Jan Paderewski - Henryk Wieniawski – Utwory na skrzypce solo, dwoje skrzypiec oraz skrzypce z fortepianem - soliści: Konstanty Andrzej Kulka, Piotr Pławner, Bartłomiej Nizioł, Daniel Stabrawa – skrzypce, Elżbieta Stabrawa, Andrzej Tatarski – fortepian - organizator projektu: Wojciech Nentwig - Ignacy Jan Paderewski – Utwory fortepianowe – solowe i na cztery ręce - soliści: Duo Granat (Waldemar Malicki – fortepian, Tamara Granat – fortepian) - Kronika XII Konkursu Skrzypcowego im. Henryka Wieniawskiego - soliści: laureaci i uczestnicy XII Konkursu Skrzypcowego im. H. Wieniawskiego, m.in. Alena Bajewa, Soojin Han, Roman Simović - Marian Sawa – Organ Music II - solista: Marietta Kruzel-Sosnowska |
| Album roku muzyka orkiestrowa |
| - Jan Krenz – 2 CD - orkiestra: Narodowa Orkiestra Symfoniczna Polskiego Radia w Katowicach - solista: Andrzej Hiolski – baryton - dyrygent: Jan Krenz - Le Streghe II - orkiestra: Wratislavia – Wrocławska Orkiestra Kameralna - solistka: Katarzyna Duda – skrzypce - dyrygent: Jan Stanienda - Martha Argerich - solistka: Martha Argerich – fortepian - orkiestra: Sinfonia Varsovia - dyrygent: Alexandre Rabinovitch - Mieczysław Karłowicz – Poematy symfoniczne, Koncert skrzypcowy A-dur - solista: Konstanty Andrzej Kulka – skrzypce - orkiestra: Orkiestra Symfoniczna Filharmonii Narodowej - dyrygent: Kazimierz Kord - The Best of Paderewski - solista: Piotr Paleczny - orkiestra: Sinfonia Varsovia - dyrygent: Jerzy Maksymiuk |
| Album roku muzyka wokalna |
| - Duety rosyjskie - soliści: Urszula Kryger – mezzosopran, Jadwiga Rappé – alt, Jerzy Knetig – tenor, Tomasz Herbut – fortepian - Giuseppe Verdi – Nabucco - orkiestra: Chór i Orkiestra Symfoniczna Opery Wrocławskiej - soliści: Bogusław Szynalski, Barbara Kubiak, Radosław Żukowski, Barbara Krahel, Walery Kostin - dyrygent: Ewa Michnik - Laudate Dominum - zespół: Chór Stuligrosza „Poznańskie Słowiki” - dyrygent: Stefan Stuligrosz - Polish Contemporary Choral Music - zespół: Schola Cantorum Gedanensis - dyrygent: Jan Łukaszewski - Stanisław Moniuszko – Pieśni religijne - soliści: Joanna Kozłowska – sopran, Jadwiga Rappé – alt, Piotr Kusiewicz – tenor, Andrzej Hiolski – baryton |
| Album roku – muzyka współczesna |
| - Wojciech Kilar – Missa pro pace - orkiestra/zespół: Orkiestra Symfoniczna i Chór Filharmonii Narodowej - soliści: Izabela Kłosińska – sopran, Jadwiga Rappé – alt, Charles Daniels – tenor, Romuald Tesarowicz – bas - dyrygent: Kazimierz Kord - Henryk Mikołaj Górecki – Symphony No. 2 „Copernican”, Beatus Vir - orkiestra/zespół: Chór Polskiego Radia, Chór Filharmonii Śląskiej, Narodowa Orkiestra Symfoniczna Polskiego Radia w Katowicach - soliści: Zofia Kilanowicz – sopran, Andrzej Dobber – baryton - dyrygent: Antoni Wit - Koncerty harfowe XX w. - soliści: Anna Sikorzak-Olek – harfa, Mariusz Pędziałek – obój - orkiestra: Orkiestra Kameralna Polskiego Radia Amadeus - dyrygent: Agnieszka Duczmal - Lutosławski – Dzieła orkiestrowe (vol. VII) - orkiestra: Narodowa Orkiestra Symfoniczna Polskiego Radia w Katowicach - dyrygent: Antoni Wit - Muzyka i ekran 2 - soliści: Konstanty Andrzej Kulka – skrzypce, Woytek Mrozek – klarnet, Stanisław Malikowski – obój, Grzegorz Gołąb – fagot - zespół: Sinfonia Viva, Trio Andrzeja Kurylewicza (Andrzej Kurylewicz – fortepian, Cezary Konrad – perkusja, Paweł Pańta – kontrabas) - dyrygent: Tomasz Radziwonowicz                                                                                    |

### Złoty Fryderyk

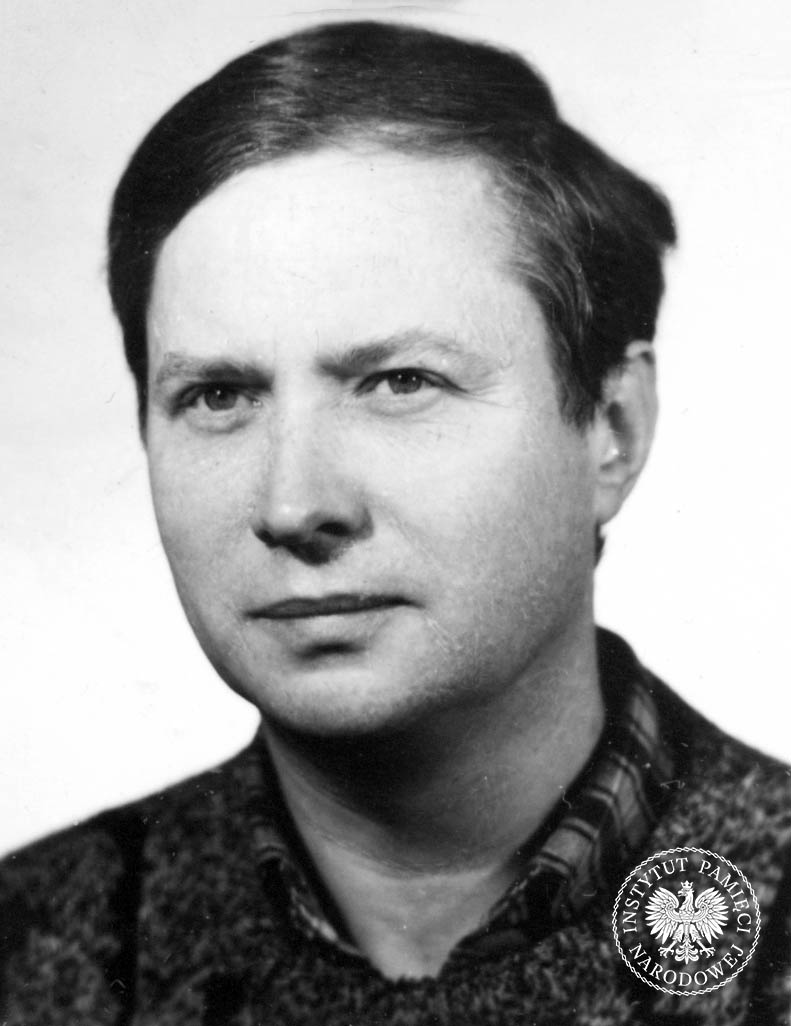
Marek Grechuta, laureat Złotego Fryderyka

Laureat Złotego Fryderyka:
- Marek Grechuta

## Statystyki
| Liczba | Osoba/zespół                                                  |
| ------ | ------------------------------------------------------------- |
| 4      | Grzegorz Ciechowski                                           |
| 2      | Ewa BemIgnacy Jan PaderewskiJadwiga RappéMarek GrechutaT.Love |

| Liczba | Osoba/zespół |
| ------ | --- |
| 6      | Katarzyna NosowskaMuniek Staszczyk |
| 5      | Agnieszka ChylińskaAndrzej SmolikArtur RojekGrzegorz CiechowskiGrzegorz SkawińskiKonstanty Andrzej KulkaMaciej MajchrzakWaldemar Tkaczyk       |
| 4      | Kazimierz KordMaciej CieślakNarodowa Orkiestra Symfoniczna Polskiego Radia w KatowicachO.N.A.Orkiestra Symfoniczna Filharmonii NarodowejT.Love |
| 3      | Antoni WitArkady KowalczykFilip KovčinHeyJacek LachowiczJadwiga RappéKrzysztof KrawczykYugoton                                                 |